# Zeleneč (Czechy)
Zeleneč – wieś i gmina w Czechach, w powiecie Praga-Wschód, w kraju środkowoczeskim. Według danych z dnia 1 stycznia 2013 liczyła 2 894 mieszkańców.